# Schirmer-Test

Schirmer-Test

Der Schirmer-Test (nach Otto Schirmer) dient der objektiven Messung der Tränenproduktionsmenge des Auges. Hierbei wird ein 5 mm breiter und 35 mm langer Filterpapierstreifen (Lackmuspapier) in den äußeren Lidwinkel in den Bindehautsack eingehängt. Nach 5 Minuten wird die Strecke abgelesen, die die Tränenflüssigkeit im Papierstreifen zurückgelegt hat.
Es wird zwischen zwei verschiedenen Tests unterschieden.

## Schirmer I
Dieser Test wird am unbetäubten Auge durchgeführt, wodurch die Reizsekretion getestet wird. Hier sollten etwa 15 mm des Lackmusstreifens angefärbt werden.

## Schirmer II
Der basale Schirmer-Test wird unter lokaler Betäubung durchgeführt, so dass es zu keiner Reizung des Auges kommt. Hier wird demnach ein niedrigerer Wert gemessen, der eher der basalen Tränensekretion entspricht.
Mehr als 10 mm sind der Normalbefund, während weniger auf eine zu geringe Tränenproduktionsmenge schließen lässt, pathologisch sind Werte unter 5 mm in 5 Minuten.
Der Test sollte nur von Augenärzten durchgeführt werden, da bei falscher Anwendung eine Hornhauterosion droht.
Ein pathologischer Schirmer-Test findet sich zum Beispiel bei folgenden Erkrankungen:
- Sjögren-Syndrom (Sicca-Syndrom)
- Vitamin-A-Mangel
- Medikamenteneinnahme (Atropin bzw. Hyoscyamin, Betablocker u. a.)
- Trachom
- Lagophthalmus
- Fazialisparese mit Lähmung des Nervus petrosus major